# Токвиль, Алексис де
Алекси́с-Шарль-Анри Клерель, граф де Токви́ль (фр. Alexis-Charles-Henri Clérel, comte de Tocqueville; 29 июля 1805, Париж, — 16 апреля 1859, Канны) — французский политический деятель, лидер консервативной Партии порядка, министр иностранных дел Франции (1849). Более всего известен как автор историко-политического трактата «Демократия в Америке» (2 тома, 1835, 1840).

## Биография
Алексис де Токвиль родился 29 июля 1805 года в аристократической семье. Его прадед, известный французский государственный деятель Кретьен де Мальзерб, защищая на суде короля Людовика XVI перед Конвентом, поплатился за это своей жизнью, обвинённый в заговоре против Республики. Отец де Токвиля по своим убеждениям тоже был ярым монархистом, и только термидорианский переворот спас его от плахи.
Однако сам Токвиль не вполне разделял общественно-политические взгляды своих предков. Обладая с детства живым умом, будущий французский мыслитель очень рано обнаружил интерес к познанию окружающего мира. Он получил хорошее гуманитарное образование и некоторое время работал юристом. В своих письмах он, однако, не раз выражал опасение, что продолжительные теоретические занятия правом могут убить в нём душу и превратить его в бездушного исполнителя, способного лишь бездумно следовать букве закона. Поэтому вскоре Токвиль отошёл от подобного рода деятельности и переключил своё внимание на вопросы общественно-политического устройства.
В центре его внимания прежде всего оказалась Франция — его родное отечество, раздираемое противоречиями и за свою историю успевшее пройти как через монархическую, так и через республиканскую формы правления. Опираясь на ретроспективный анализ политического развития общества, Токвиль пришёл к выводу о неизбежности наступления демократии во всём мире. Интересно то, какое содержание получает понятие государства в работах французского мыслителя. Для него это, прежде всего, социальное устройство общества, характер общественных взаимоотношений, над которыми выстраивается адекватная им форма политического устройства. Первым таким государством, которому в полной мере удалось воплотить принципы демократического устройства общества, были, по Токвилю, Соединённые Штаты. А коль скоро наступление демократии в мировом масштабе было неизбежно, то ознакомление с положительными и отрицательными чертами демократического устройства становилось крайне актуальной и насущной проблемой.

### Поездка в Америку
Под предлогом изучения пенитенциарной системы Соединённых Штатов Токвиль в 1831 году, вместе со своим другом Гюставом де Бомоном, отправляется в заокеанское путешествие. Интересно, что у него не было представления об идеальном демократическом устройстве. Французский мыслитель говорит не о том, как должно быть, а о том, как это было. Таким образом, эталоном демократически устроенного общества становятся сами Соединённые Штаты на том уровне развития, на котором они находились к моменту прибытия туда Токвиля. Путешествие длилось около года и по возвращении Токвиль издал книгу под названием «Демократия в Америке».
Это произведение наряду со «Старым порядком во Франции», стало одним из главных трудов французского мыслителя. «Демократия в Америке» выдержала несколько изданий и была переведена практически на все европейские языки. Путешествуя по Соединённым Штатам и собирая материал для своей будущей книги, Токвиль пользовался так называемым методом интервьюирования, широко практикуемым в современной социологической науке. Другой характерной особенностью его исторического метода было то, что он всегда старался идти от фактов к теоретическим обобщениям, так что можно сказать, что он находился у истоков позитивизма. Токвиль одним из первых развил мысль об американской исключительности и продвигал идею биполярности мира.

### Токвиль о Великой французской революции
Как пишет И. Валлерстайн: «Токвиль ещё в 1850-х годах считал Французскую революцию необходимым и вынужденно драматическим продолжением реформ Кольбера, знаменитого финансового министра короля Людовика XIV. Модернизация, развёрнутая Кольбером в 1660—1680 годах, вызвала такое сопротивление элит старого режима, что для завершения дела потребовались ещё целое столетие и мощная революция, которая смела старорежимные коррупционные порядки».
Токвиль вообще ориентировал на то, чтобы находить основания революции во временах задолго предшествующих, даже тогда, когда государство кажется могущественным и благополучным. Так, Токвиль делал отсылку к истощению Франции (которое и повлекло за собой Великую французскую революцию, по его мнению) при Людовике XIV, «когда этот государь ещё торжествовал над всей Европой».
Алексис де Токвиль в книге «Старый порядок и революция» рассматривает вопрос о том, почему около середины XVIII века главными политическими деятелями страны стали литераторы, и к каким последствиям это привело.
На замечание Фрэнсиса Бэкона о том, что угнетение подавляет волю народа и поэтому при сильном угнетении бунт невозможен, Алексис Токвиль выдвинул тезис, что революции происходят тогда, когда условия жизни населения становятся лучше и уходят от сильной нужды и самого тяжёлого гнёта. Это было названо эффектом (парадоксом) Токвиля (об этом явлении говорится в «Демократии в Америке», кн. IV, гл. III). Это положение стало одним из самых популярных в XX и XXI веках в объяснении причин и обстоятельств революций.

## Память
Именем Токвиля назван ряд научных и общественных наград, включая Премию Алексиса де Токвиля за гуманизм (Франция) и Премию Алексиса де Токвиля в области государственного управления (Нидерланды). См. список премий.